# Jean Bénabou
Pour les articles homonymes, voir Bénabou.
Jean Bénabou, né le 20 mai 1932 à Rabat et mort le 11 février 2022 à Paris, est un mathématicien français. Il est l'auteur de contributions majeures à la théorie des catégories.

## Biographie

### Jeunesse et débuts mathématiques
Joseph Jean Bénabou naît le 20 mai 1932 à Rabat, capitale du protectorat français au Maroc,,. Il y effectue sa scolarité, jusqu'au baccalauréat.
En 1952, il entre à l'école normale supérieure de Paris, où il obtient l'agrégation de mathématiques en 1955 (9e). L'année suivante, il est recruté au CNRS. En 1963, il quitte le CNRS pour l'université de Rennes, où il est nommé chargé d'enseignement,.

### Des années 60 en ébullition
Dès sa sortie de l'ENS, Bénabou travaille sous la direction de Charles Ehresmann, l'un des fondateurs du groupe Bourbaki. Il s'intéresse d'abord à certains treillis issus de la topologie, puis à la théorie des topos de Grothendieck et Giraud, qui le mène à se pencher sur la théorie des catégories. Il introduit dans ce domaine plusieurs concepts qui deviendront centraux, comme les catégories monoïdales ou les catégories enrichies, et publie notamment une série de quatre articles dans les comptes-rendus de l'Académie des sciences,,,,.
En 1965, il peine à terminer sa thèse d'État, pour laquelle il envisage de nombreux développements. Claude Chevalley, à qui il présente ses travaux, le convainc que son premier chapitre constitue une thèse suffisante. Intitulée Structures algébriques dans les catégories, il la soutient en 1966 à l'université de Paris devant un jury présidé par Henri Cartan,,.
En 1966-1967, il est invité par Saunders Mac Lane à l'université de Chicago, où il poursuit ses travaux en introduisant les notions de bicatégorie et de distributeur,.
De retour en France, Bénabou travaille sur la descente (en), notamment avec Jacques Roubaud. Ensemble, ils démontrent un théorème (connu comme « théorème de Bénabou-Roubaud ») qui ouvre d'importantes perspectives dans le domaine,,,.

### Liens avec l'OuLiPo

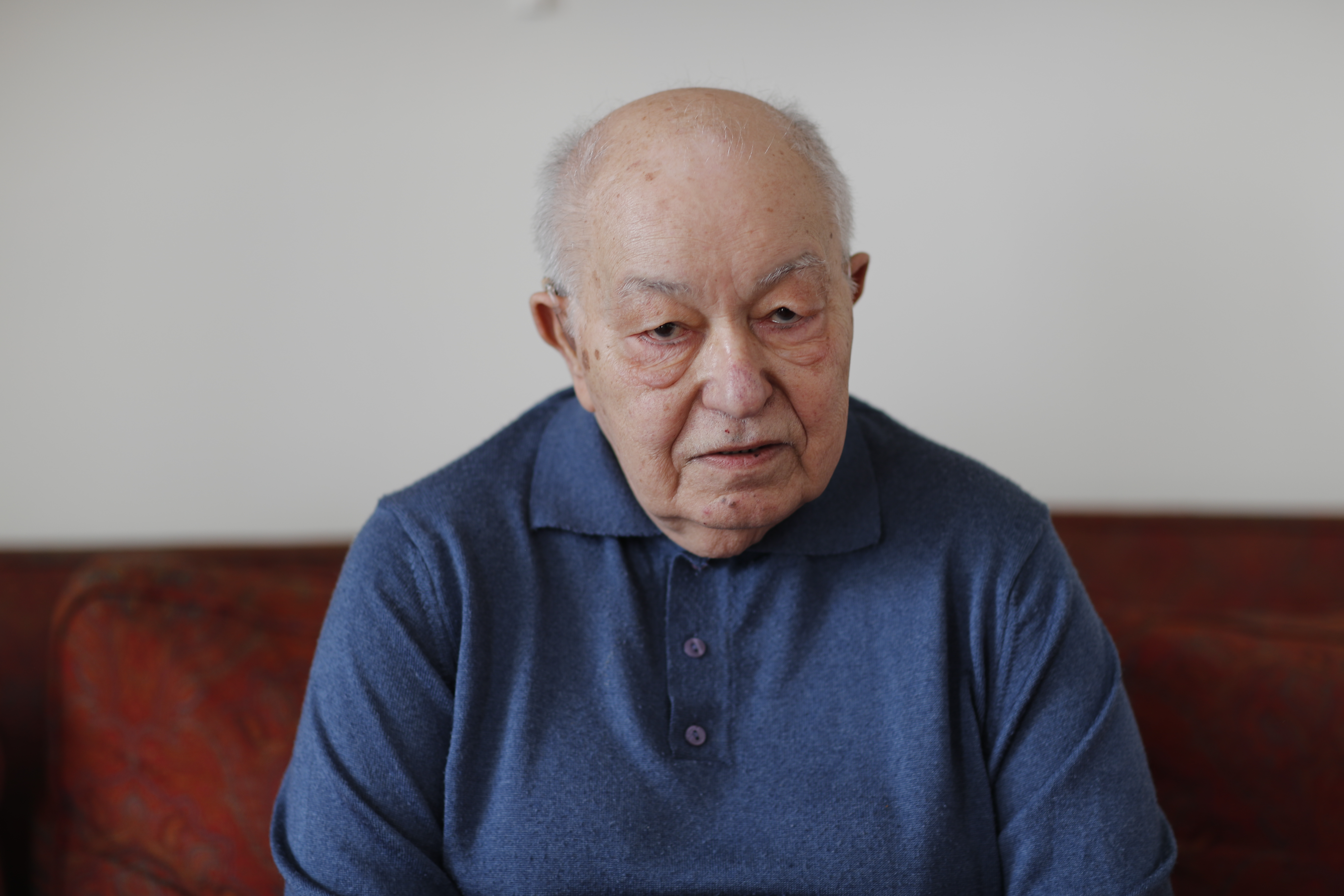
Jean Bénabou à son domicile parisien, en 2019.

Pendant ces années, Bénabou est proche de l'OuLiPo. Son cousin, l'historien Marcel Bénabou, est membre du groupe littéraire et en deviendra le « secrétaire définitivement provisoire »,. Il se lie également d'amitié avec le mathématicien et poète Jacques Roubaud, qui est l'un de ses collègues lors de son passage à Rennes. Les deux hommes partagent leur passion pour la théorie des catégories, et Roubaud citera régulièrement Bénabou dans son œuvre littéraire,,.
En 1969, Bénabou apparaît même brièvement dans La Disparition de Georges Perec, dans un passage vraisemblablement dû à Roubaud pastichant un texte mathématique :
« Or voici qu’il y a huit mois Kan, travaillant sur un adjoint à lui (...) montra par induction, croit-on, (...) la Proposition : Soit G soit H soit K (H ⊂G, G ⊃K) trois magmas (nous suivons Kurosh) où l’on a (...) ; si H, K n’ont qu’un individu commun H ∩ K = Las ! Kan mourut avant d’avoir fini son job. Donc à la fin, l’on n’a toujours pas la solution (1).

(1) Il paraîtrait, dit-on, qu’Ibn Abbou (son cousin plutôt) aurait la solution, mais s’il la connaît, à coup sûr il la tait ! »
En 1987-88, Bénabou publie une série d'articles dans les Cahiers de poétique comparée, dirigés notamment par Roubaud.

### Le professeur et «son» séminaire
À partir de 1969, Bénabou organise un séminaire de théorie des catégories, à Jussieu puis à l'Institut Henri-Poincaré. Surnommé « séminaire Bénabou », ce séminaire sera pendant plus de trente ans un lieu d'intenses échanges scientifiques,,.
Nommé professeur à l'université Paris-XIII, Bénabou poursuit ses travaux en s'intéressant aux topos, à la logique catégorique (en) et aux catégories fibrées (en). Il développe une approche singulière de ces dernières, publiant plusieurs articles sur la question et donnant en 1980 à Louvain-la-Neuve un cours qui fera date,,,,,.
À cette période, il dirige également plusieurs thèses, notamment celles de Sabah Al Fakir en 1973, Brigitte Lesaffre en 1974, Jean Celeyrette en 1975, Michel Coste et Yves Diers en 1977,, Marie-Françoise Roy en 1980, Jacques Penon en 1985 et Dominique Bourn en 1990.

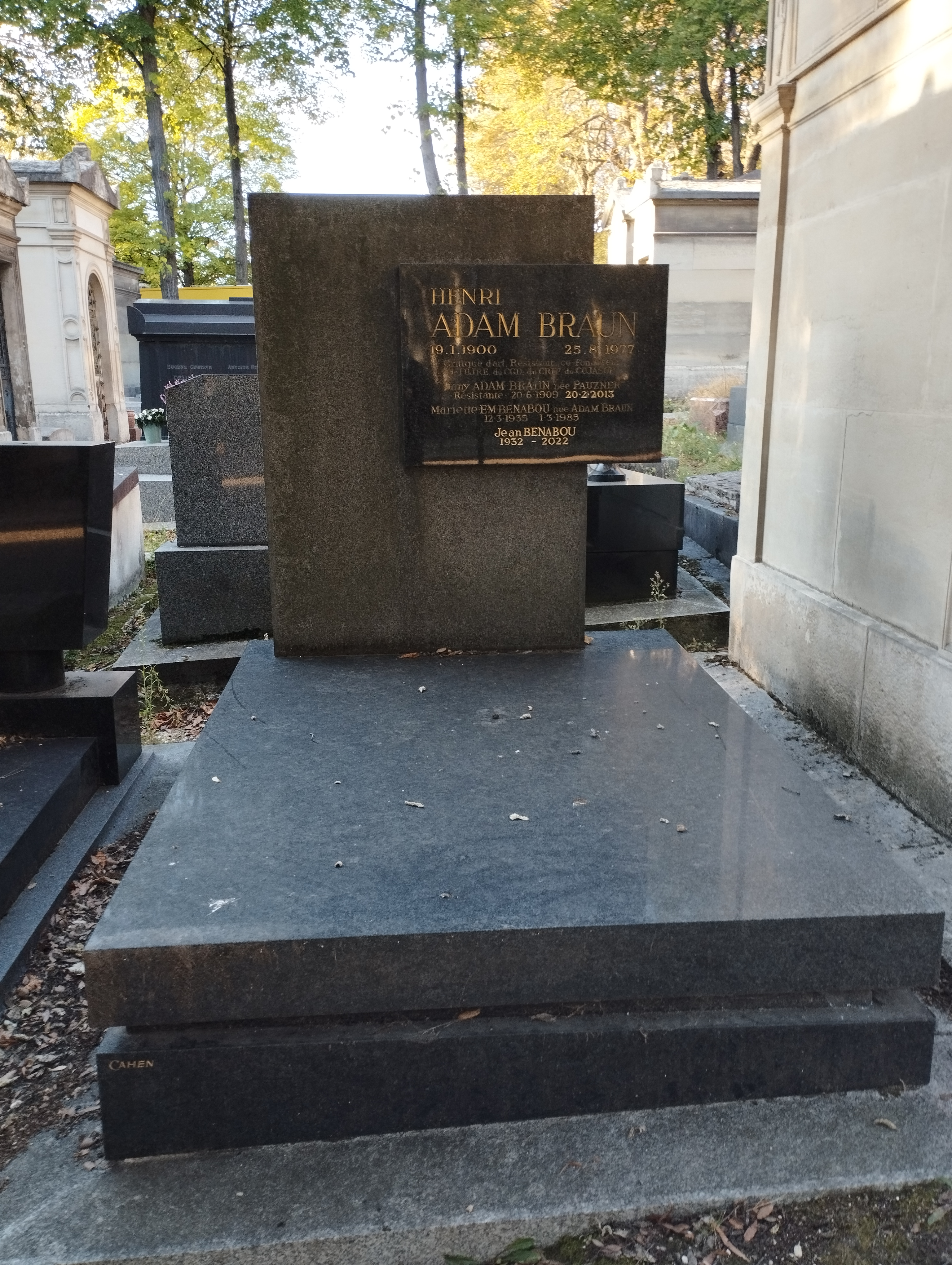
Tombe de Jean Benabou au cimetière du Père-Lachaise (division 1).

En 1992, Bénabou prend sa retraite. Il conserve néanmoins une activité scientifique, et publie encore plusieurs travaux sur les topos et les fibrations, entre autres aux côtés de Thomas Streicher (en),,,,. Il continue également à organiser son séminaire jusqu'en 2001, et donne des exposés jusqu'à la fin de sa vie.

### Mort
Il meurt à Paris le 11 février 2022, à l'âge de 89 ans. Ses funérailles ont lieu quelques jours plus tard au cimetière du Père-Lachaise,, où il est inhumé (division 1, caveau Adam-Braun).

## Travaux et influence

### Contributions à la théorie des catégories
Jean Bénabou a significativement contribué au développement de la théorie des catégories, qu'il a participé à diffuser en France à la suite de Grothendieck et d'Ehresmann, notamment pendant les trois décennies de « son » séminaire (1969-2001),.
Il a étudié plusieurs concepts aujourd'hui centraux dans la théorie, en particulier :
- les catégories monoïdales, qu'il introduit en 1963 sous le nom de « catégories avec multiplication »[8],[9],[2] ;
- les catégories enrichies, qu'il introduit en 1965 sous le nom de « catégories relatives »[10],[11],[2] ;
- les bicatégories qu'il définit en 1967[14],[38], ouvrant la voie à l'étude des catégories supérieures qui est aujourd'hui le principal axe de développement de la théorie des catégories[2] ;
- les distributeurs, qu'il introduit en 1967 sous le nom de « profoncteurs » (toujours utilisé en anglais), généralisant la notion de relation binaire aux catégories[14],[2],[39], et qu'il étudiera extensivement par la suite[40],[41] ;
- la théorie de la descente (en) de Grothendieck, dans laquelle il prouve avec Roubaud un résultat majeur reliant la descente à des objets algébriques (monades, algèbres (en)) : combiné au théorème de monadicité de Beck (en), ce théorème (de Bénabou-Roubaud) est le premier outil de la descente monadique, qui permet une caractérisation simple de nombreuses catégories de descente[15],[42],[43] ;
- la théorie des catégories fibrées (en), dont il est l'un des principaux artisans et qu'il développe dans une approche personnelle à partir des années 1970[2],[26], proposant par la suite une généralisation en catégories « feuilletées »[44] ;
- la logique catégorique (en), notamment dans le cadre de la théorie des topos où il étudie la logique interne des topos élémentaires[45],[2],[26].

Il est également à l'origine du nom des monades,,.

### Une œuvre écrite très parcellaire
L'étendue des travaux de Bénabou est néanmoins difficile à décrire. En effet, son perfectionnisme, sa recherche de l'élégance et de la généralité l'ont souvent poussé à retravailler ses résultats et à en retarder la publication, de sorte que ses travaux publiés sont très rares et parcellaires,. À l'inverse, la transmission orale prend une place importante dans la diffusion de ses contributions : Bénabou, décrit comme un orateur remarquable, donne toute sa vie de nombreux exposés et plusieurs cours où il présente ses travaux,.
Ainsi son approche des catégories fibrées, qui est l'une de ses principales lignes de recherche, n'a longtemps été formalisée que dans les notes prises par Jean-Roger Roisin d'après un cours de Bénabou à Louvain-la-Neuve en 1980,. Une version plus avancée de ces travaux est à nouveau diffusée comme notes de cours par Thomas Streicher en 1999 (sous le titre Fibered categories à la Jean Bénabou), puis étendue à partir de 2018. Sa généralisation des catégories fibrées aux « catégories feuilletées », débutée en 1984 et poursuivie jusqu'à la fin de sa vie, n'est quant à elle publiée que via l'enregistrement d'un exposé en 2012, et via un échange de courriers électroniques en 2014 sur une liste de diffusion,,,.
À sa mort, Jean Bénabou laisse de nombreux manuscrits mathématiques non publiés. Son fils Roland manifeste le souhait d'en faire don à une bibliothèque universitaire.

### Conflits d'attribution et héritage
L'absence de publication ou la publication tardive (et parfois en langue française) des travaux de Bénabou, ainsi que son éloignement de l'école nord-américaine dominante en théorie des catégories, ont parfois jeté la confusion sur la paternité de ses résultats. Ainsi en va-t-il de l'invention des catégories monoïdales (également attribuée à Mac Lane), de celle des catégories enrichies (attribuée à tort à Eilenberg et Kelly) ou de ses premiers travaux sur les catégories fibrées (éclipsés par ceux de Paré et Schumacher sur les catégories indexées, adoptant une approche concurrente). Jacques Roubaud rapporte en outre le plagiat, par un mathématicien qu'il ne nomme pas, de travaux exposés par Bénabou à Oberwolfach.
Plus généralement, une part importante des travaux de Bénabou reste méconnue faute de publication, notamment ses contributions à l'étude des catégories fibrées et les travaux de ses dernières décennies d'activité.
Cette situation est particulièrement mal vécue par Bénabou, qui voit en elle une volonté d'invisibilisation de ses contributions de la part de l'école nord-américaine, et réagit parfois de manière violente et excessive,. En 2007, il lance une virulente controverse à la suite de l'attribution erronée du théorème de Bénabou-Roubaud à John Beck (en) par Peter Johnstone, qu'il accuse d'avoir omis plusieurs citations de lui-même et de son doctorant Jean Celeyrette dans Sketches of an Elephant,,,.